# Тонаскет (Вашингтон)
Тонаскет (енгл. Tonasket) град је у америчкој савезној држави Вашингтон. По попису становништва из 2010. у њему је живело 1.032 становника.

## Демографија
Према попису становништва из 2010. у граду је живело 1.032 становника, што је 38 (3,8%) становника више него 2000. године.
| Група             | 2000.       | 2010.       |
| Белци             | 857 (86,2%) | 809 (78,4%) |
| Афроамериканци    | 4 (0,4%)    | 6 (0,6%)    |
| Азијати           | 7 (0,7%)    | 10 (1,0%)   |
| Хиспаноамериканци | 101 (10,2%) | 170 (16,5%) |
| Укупно            | 994         | 1.032       |